# Androcorys josephi
Androcorys josephi är en orkidéart som först beskrevs av Heinrich Gustav Reichenbach, och fick sitt nu gällande namn av Agrawala och Harsh Jeet Chowdhery. Androcorys josephi ingår i släktet Androcorys och familjen orkidéer. Inga underarter finns listade i Catalogue of Life.